# Magical Mystery Tour (brano musicale)
Magical Mystery Tour è un brano musicale dei Beatles, title track dell'omonimo album e del film del 1967 da loro ideato ed interpretato.

## Descrizione

### Origine e storia
Il brano fu scritto principalmente da Paul McCartney anche se John Lennon fornì un piccolo contributo per quanto riguarda il testo. La canzone fece da tema portante per il film per la TV scritto, diretto e interpretato dai Beatles, trasmesso dal primo canale della BBC il 26 dicembre 1967 e dalla cui colonna sonora furono ricavati un doppio EP per il mercato britannico ed un album completo per gli Stati Uniti. Il testo nacque come un'introduzione all'avventura, un invito ispirato a quello dei veri viaggi in pullman, più o meno misteriosi, in voga all'epoca. Pensato subito dopo la realizzazione di Sgt. Pepper's Lonely Hearts Club Band, durante un volo di ritorno dagli Stati Uniti, il progetto prese di fatto l'avvio proprio con la realizzazione di questo pezzo, portato in studio il 25 aprile 1967.
Al centro del brano sta il tema del viaggio inteso come metafora della vita e della scoperta di sé stessi. Mal Evans, roadie tuttofare della band, venne mandato alla ricerca di autentici manifesti di mystery tour dai quali potessero essere tratte delle frasi di ispirazione per il testo (seguendo il procedimento che aveva precedentemente utilizzato Lennon per la composizione di Being for the Benefit of Mr. Kite!), ma questi tornò a mani vuote dopo essersi fatto il giro di tutte le fermate degli autobus.
La canzone fu il primo brano che i Beatles registrarono dopo "le fatiche del Pepper".

## Formazione
The Beatles
- Paul McCartney - voce, pianoforte, basso
- John Lennon - cori, chitarra ritmica acustica
- George Harrison - cori, chitarra solista
- Ringo Starr - batteria, tamburino

Altri musicisti
- Mal Evans, Neil Aspinall - campanaccio, maracas, tamburino
- David Mason - tromba
- Elgar Howarth - tromba
- Roy Copestake - tromba
- John Wilbraham - tromba

Crediti
- George Martin - produttore

## Riferimenti in altri media
La canzone è stata inserita nel film Indiana Jones e il quadrante del destino del 2023, nel quale Jones viene svegliato dallo stereo dei suoi vicini hippie che stanno ascoltando il brano ad alto volume.
Inoltre è stata usata per il teaser trailer di Un film Minecraft (2025).